# Los Planes, Puebla
Los Planes är en ort i Mexiko.   Den ligger i kommunen Francisco Z. Mena och delstaten Puebla, i den sydöstra delen av landet, 190 km nordost om huvudstaden Mexico City. Los Planes ligger 126 meter över havet och antalet invånare är 343.
Terrängen runt Los Planes är kuperad åt nordväst, men åt sydost är den platt. Los Planes ligger nere i en dal. Runt Los Planes är det ganska tätbefolkat, med 52 invånare per kvadratkilometer. Närmaste större samhälle är Metlaltoyuca, 6,5 km nordost om Los Planes. Omgivningarna runt Los Planes är en mosaik av jordbruksmark och naturlig växtlighet.